# Eufalloides holmesi
Eufalloides holmesi is een keversoort uit de familie schimmelkevers (Latridiidae). De wetenschappelijke naam van de soort werd in 1941 gepubliceerd door Howard Everest Hinton.